# Ferrari Enzo Ferrari
O Ferrari Enzo Ferrari é um supercarro de tração traseira e motor central-traseiro produzido pela fabricante italiana Ferrari entre 2002 e 2004. Recebeu o nome do criador da companhia, Enzo Anselmo Ferrari. O automóvel é popularmente chamado apenas de "Ferrari Enzo", mesmo este não sendo o nome oficial do modelo. O carro foi desenvolvido em 2002 com tecnologias usadas na Fórmula 1, como a carroceria feita inteiramente em fibra de carbono, a transmissão eletro-hidráulica, freios a disco com carbeto de silício reforçados com fibra de carbono (C/SiC) e um sistema de aerodinâmica ativo que levanta um pequeno spoiler em alta velocidade, criando downforce para maior aderência. Após o downforce de 7.600 N ser atingido a 300 km/h, a asa traseira é acionada pelo computador para manter esse downforce.
O motor 6.0 V12 com 48 válvulas foi o primeiro da nova geração da Ferrari. O seu desenho é baseado no V8 do Maserati Quattroporte, utilizando o mesmo projeto básico, só que com o diâmetro dos cilindros 104 mm maior. Este projeto substituiu as antigas arquiteturas dos V12 e V8 usados na maioria das outras Ferraris contemporâneas. A F430 2005 é a segunda Ferrari a ganhar uma versão deste novo projeto.

## Produção
A Enzo foi criada em homenagem ao fundador da marca, Enzo Ferrari, para comemorar o primeiro título de Fórmula 1 da Ferrari do novo milênio. Foi desenhado por Ken Okuyama, o japonês ex-designer-chefe da Pininfarina.
O carro foi anunciado inicialmente em 2002 no Paris Motor Show com o preço de US$ 693.330 e 349 unidades disponíveis. A empresa enviou convites para os clientes existentes, especificamente para aqueles que tinham comprado os modelos F40 e F50, e conseguiu vender todas as 349 unidades antes mesmo da produção começar. Mais tarde, depois de muitos pedidos, a Ferrari decidiu produzir mais 50 unidades subindo o total para 399. Em 2004, a Ferrari anunciou que iria produzir outra unidade do carro, esta foi doada para o Vaticano, sendo levada ao leilão de Sotheby e vendida por US$1,1 milhão. O dinheiro foi doado para a caridade. Indo a leilão, geralmente a Enzo é vendida por valores acima de um milhão de dólares.

## Especificações

### Motor

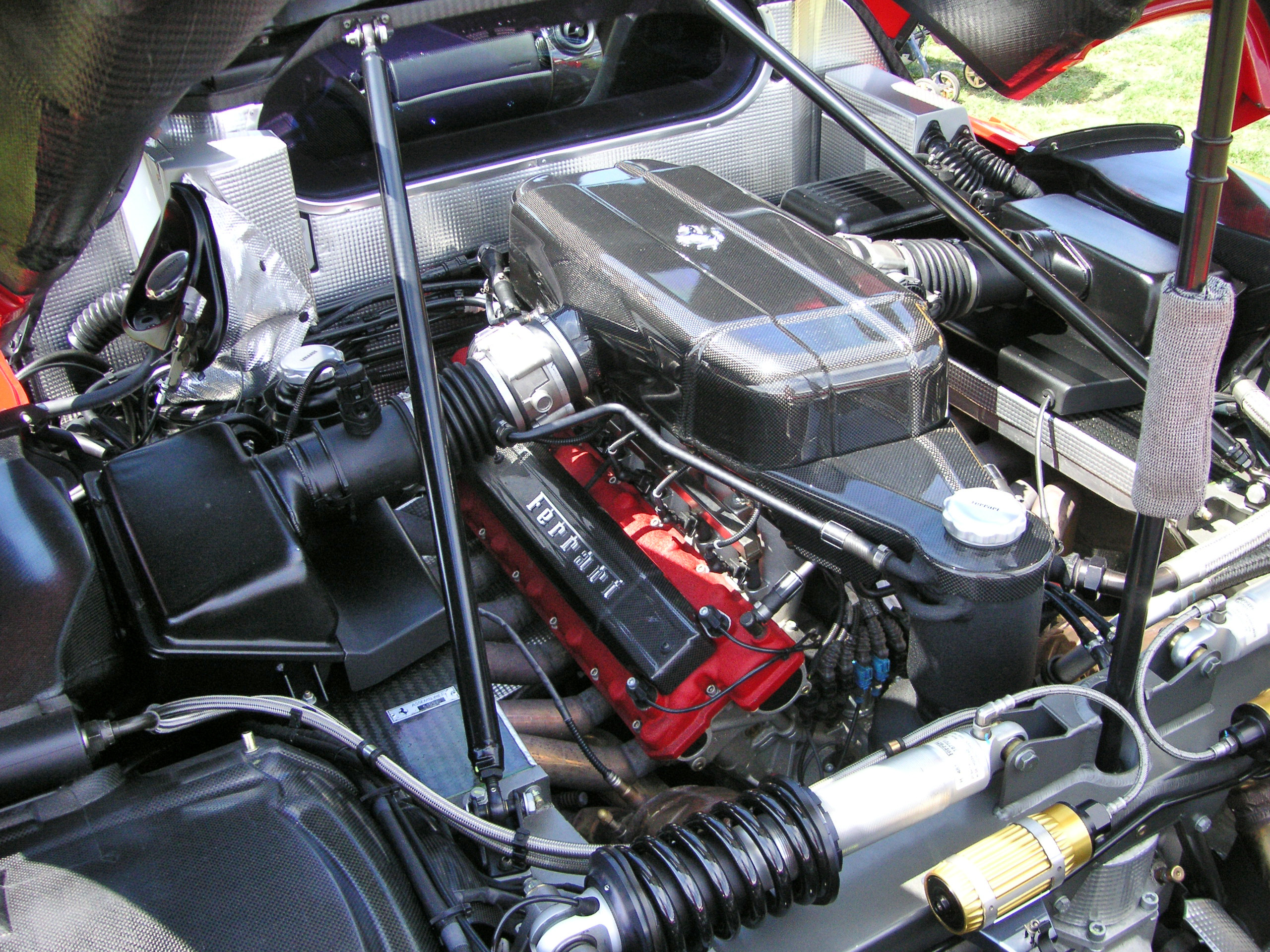
Motor V12 do Enzo Ferrari.

A Enzo utiliza um motor central e tem a distribuição de peso de 43.9/56.1 frontal/traseira. O motor é um V12 F140B a gasolina inclinado 65° naturalmente aspirado com quatro válvulas por cilindro, duplo comando no cabeçote e comando de válvulas variável. A injeção eletrônica utilizada é a Bosch Motronic ME7. O motor dispõe de uma capacidade volumétrica de 5.998 cc e produz 660 cavalos a 7.800 rpm e 657 N·m (67 kgf·m) a 5.500 rpm. A rotação máxima que o motor foi designado a operar é 8.000 rpm. Na época, este motor da Enzo estabeleceu o recorde do motor naturalmente aspirado mais potente em um carro de rua.

### Freios, suspensão e caixa de câmbio
A Enzo tem uma transmissão semiautomática (também conhecida como caixa de câmbio da F1) usando borboletas atrás do volante para controlar as trocas de marchas e o acionamento de uma embreagem automática, juntamente com luzes de LED no volante para indicar ao motorista o momento certo para trocar de marcha. Essa caixa de câmbio realiza a troca de marchas em apenas 150 milissegundos. Esse tipo de transmissão recebe elogios pela velocidade de troca de marchas e críticas quanto aos seus solavancos.
A Enzo tem suspensão independente nas quatro rodas com amortecedores ativos push-rod que podem ser ajustados pela cabine, complementados com barras estabilizadoras na dianteira e na traseira.
Utiliza rodas aro 19'' (483 mm) e tem freios a disco Brembo de 15 polegadas (381 mm). As rodas são presas por um único parafuso e equipadas com pneus Bridgestone Potenza Scuderia RE050A.
| Marcha  | 1ª     | 2ª     | 3ª     | 4ª     | 5ª     | 6ª     | Relação final |
| ------- | ------ | ------ | ------ | ------ | ------ | ------ | ------------- |
| Relação | 3.15:1 | 2.18:1 | 1.57:1 | 1.19:1 | 0.94:1 | 0.76:1 | 4.1:1         |

### Performance
A Enzo acelera de 0-96 km/h em 3,14 segundos e chega a 160 km/h em 6.6 segundos. A arrancada de ¼ de milha (~400m) é feito em 11 segundos a 219 km/h, com a velocidade máxima de 350 km/h.
A revista Evo testou a Enzo na pista de Nürburgring Nordschleife. Esta cravou um tempo de 7:25.21.

### Cores
A Enzo estava disponível numa escolha de apenas quatro cores: preta, amarela e duas variantes de vermelho (Rosso 'Corsa' e Rosso 'Scuderia'). Ao abrigo de um plano especial de individualização dos automóveis, a Ferrari produziu ainda ao encontro das exigências dos compradores alguns modelos de cor branca, prata e azul 'Tour de France'. Apesar da reduzida produção, alguns exemplares começaram a surgir em cores mais invulgares, como por exemplo, o caso de um japonês que pintou sua Ferrari Enzo de rosa.

## Galeria

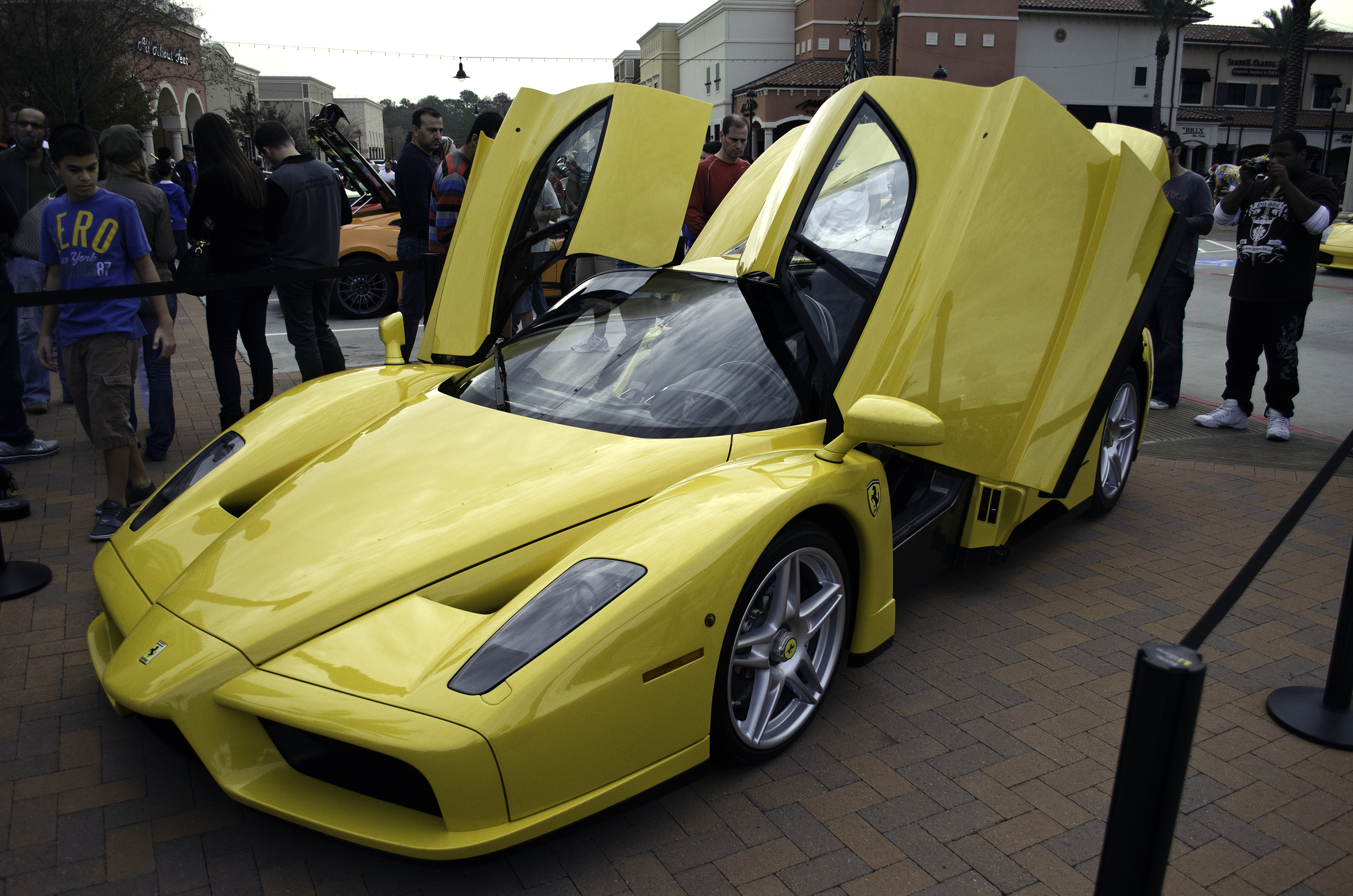
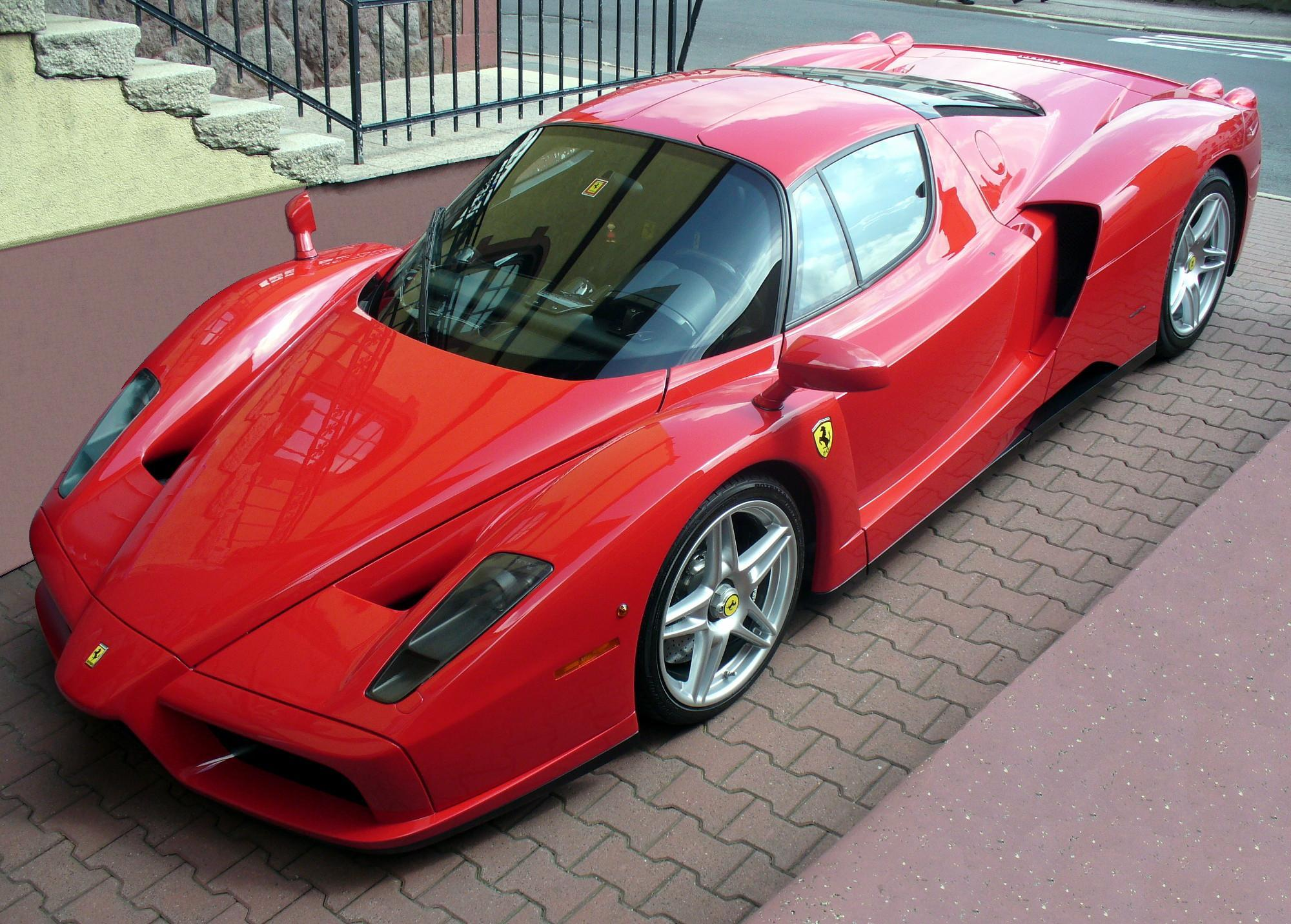
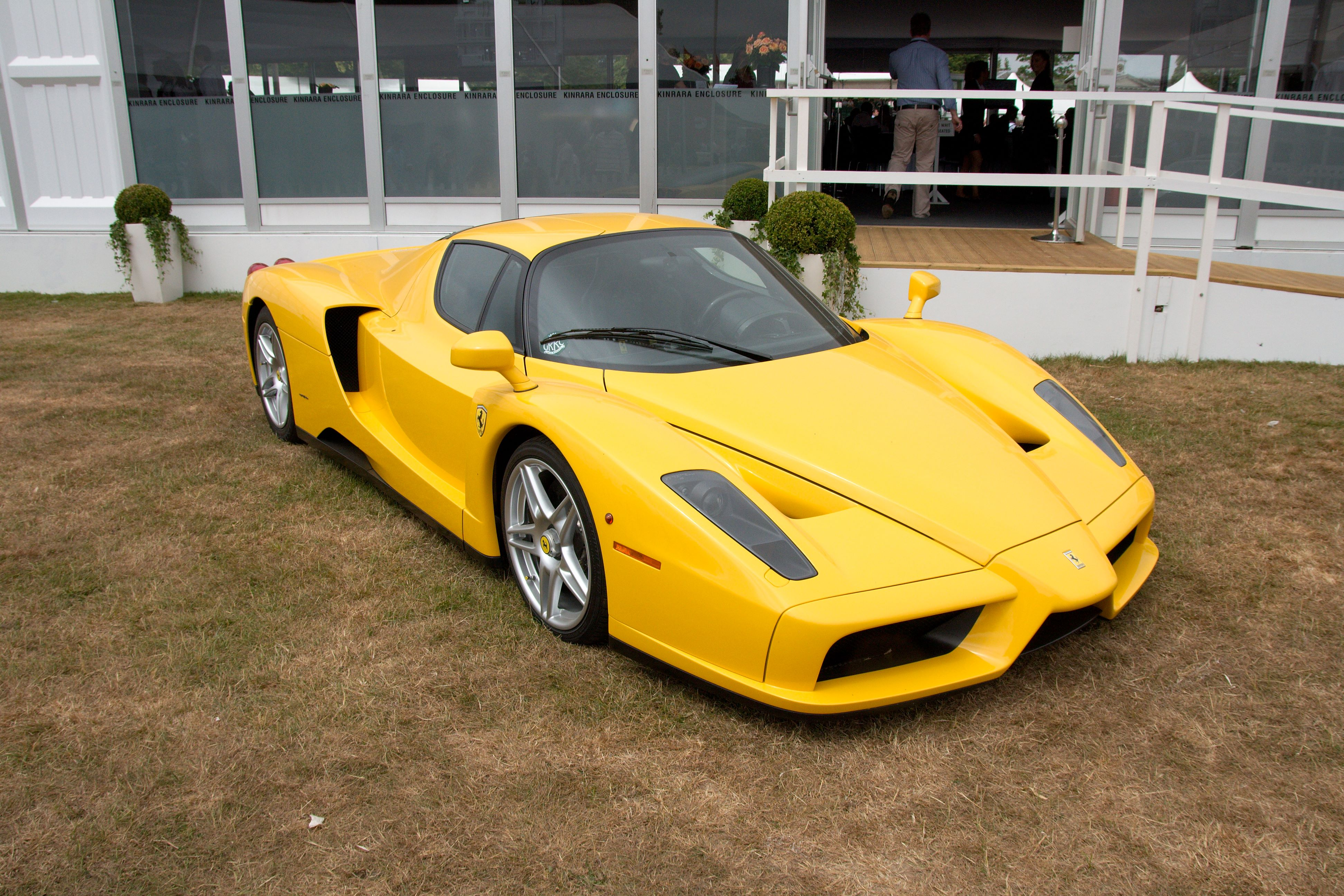
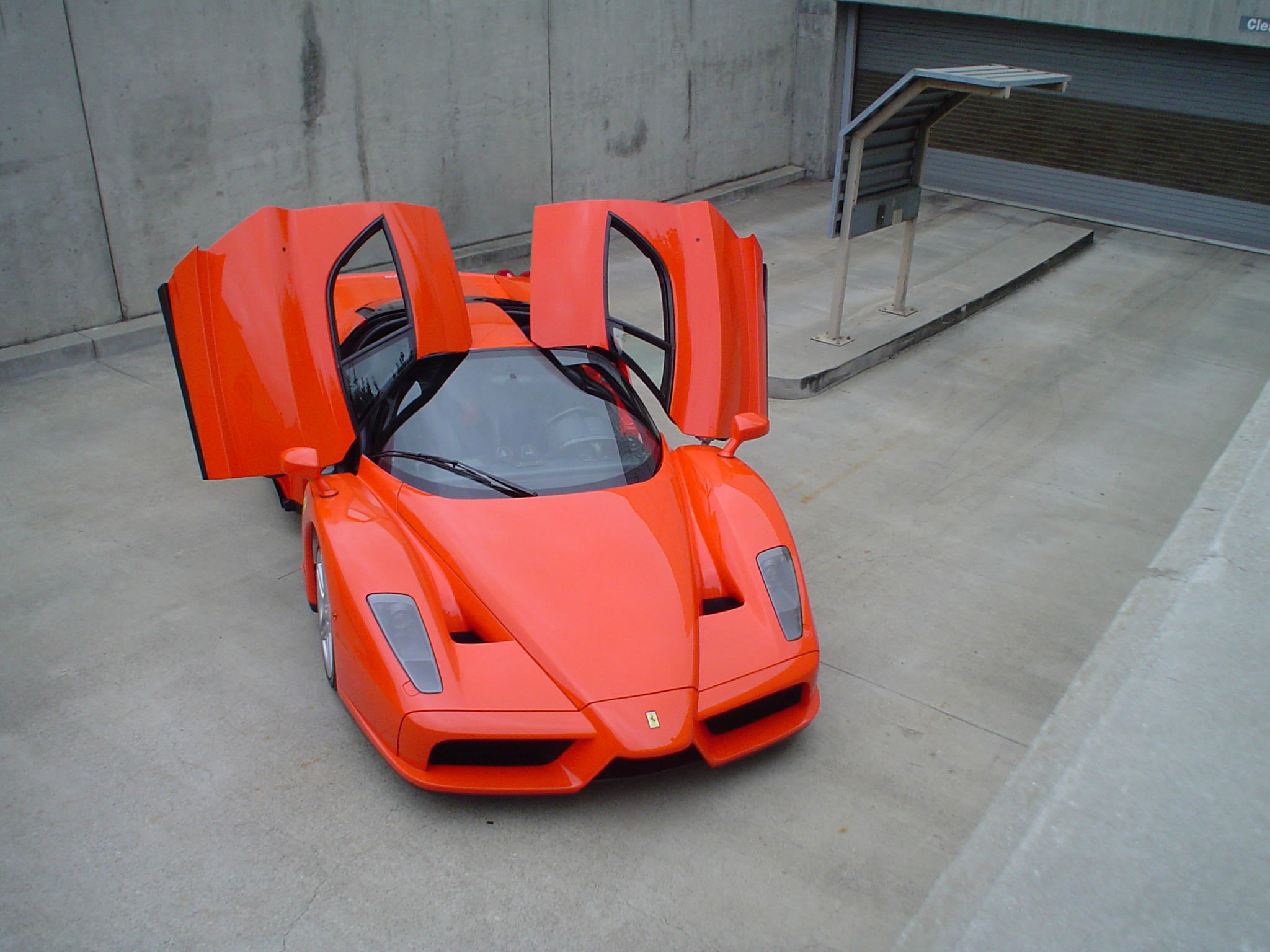
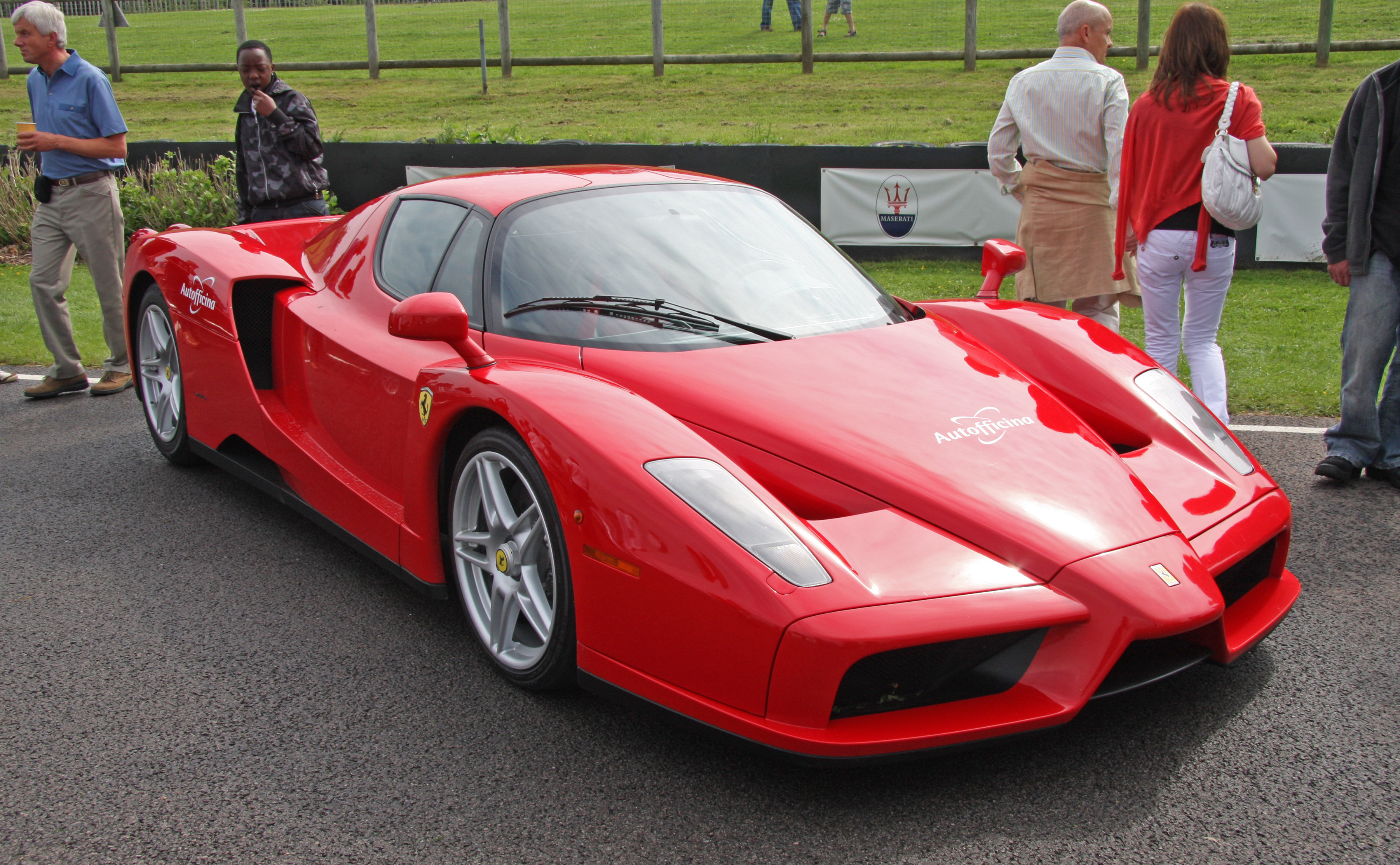
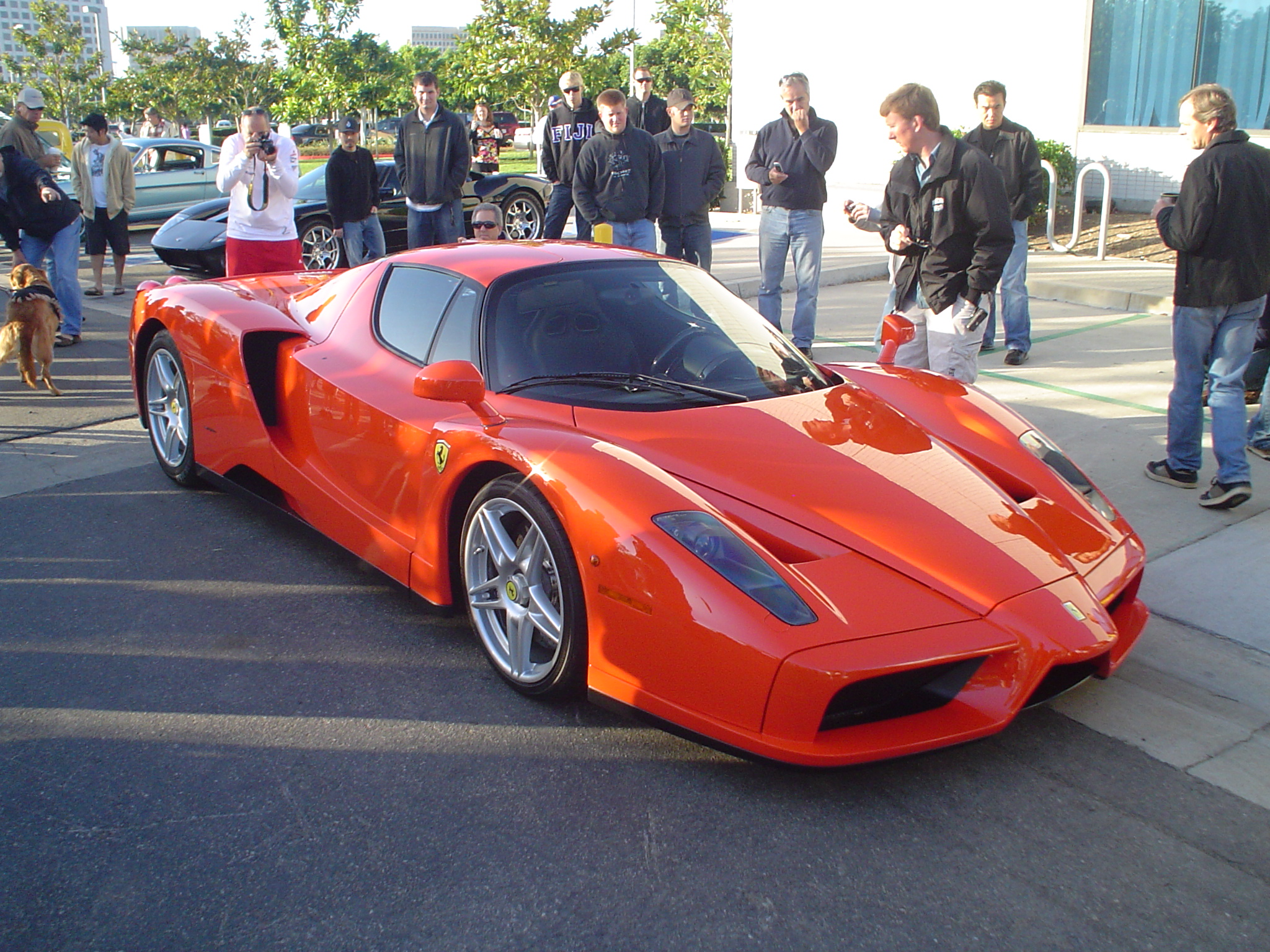
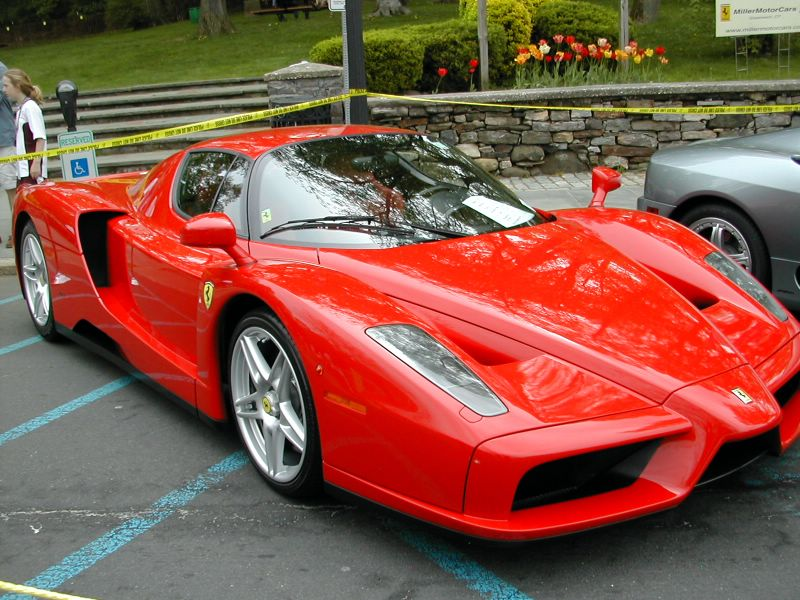
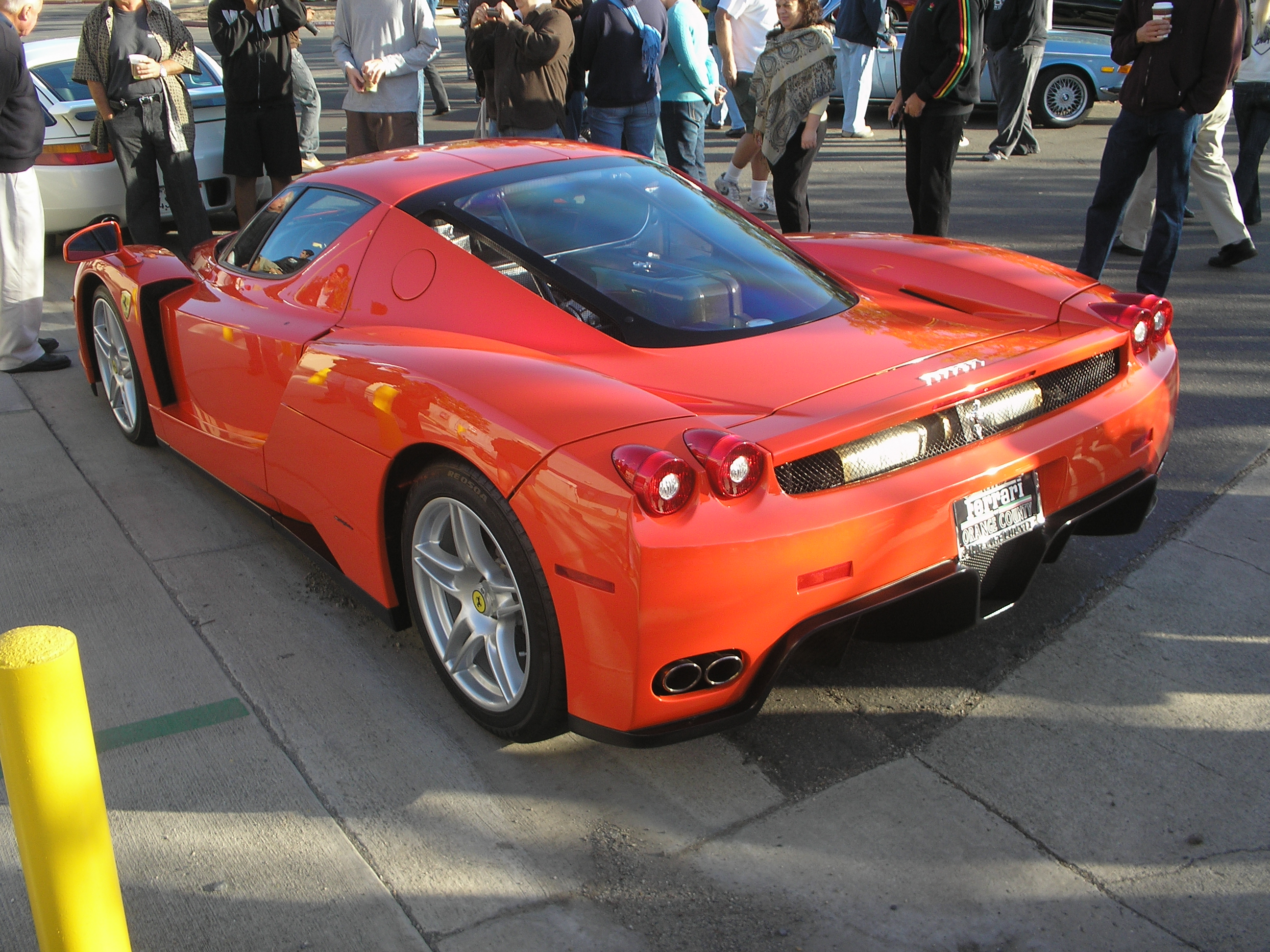
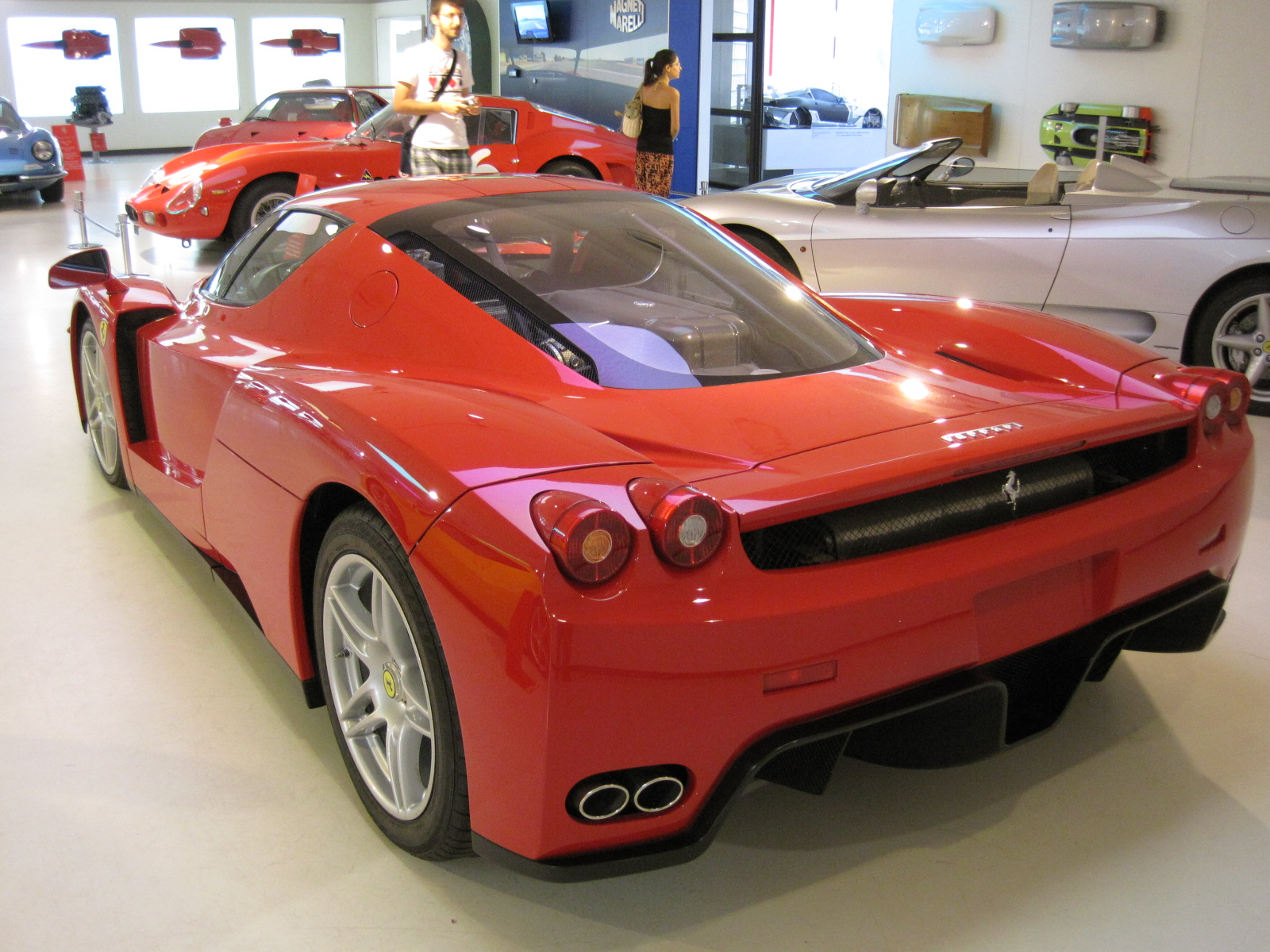
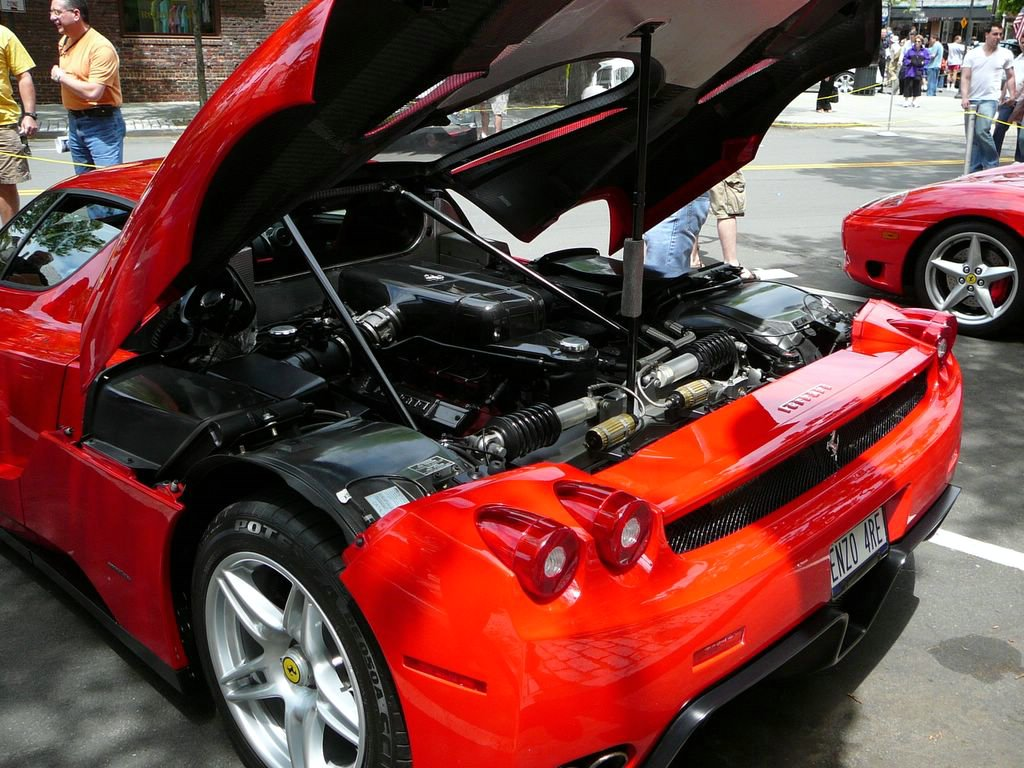
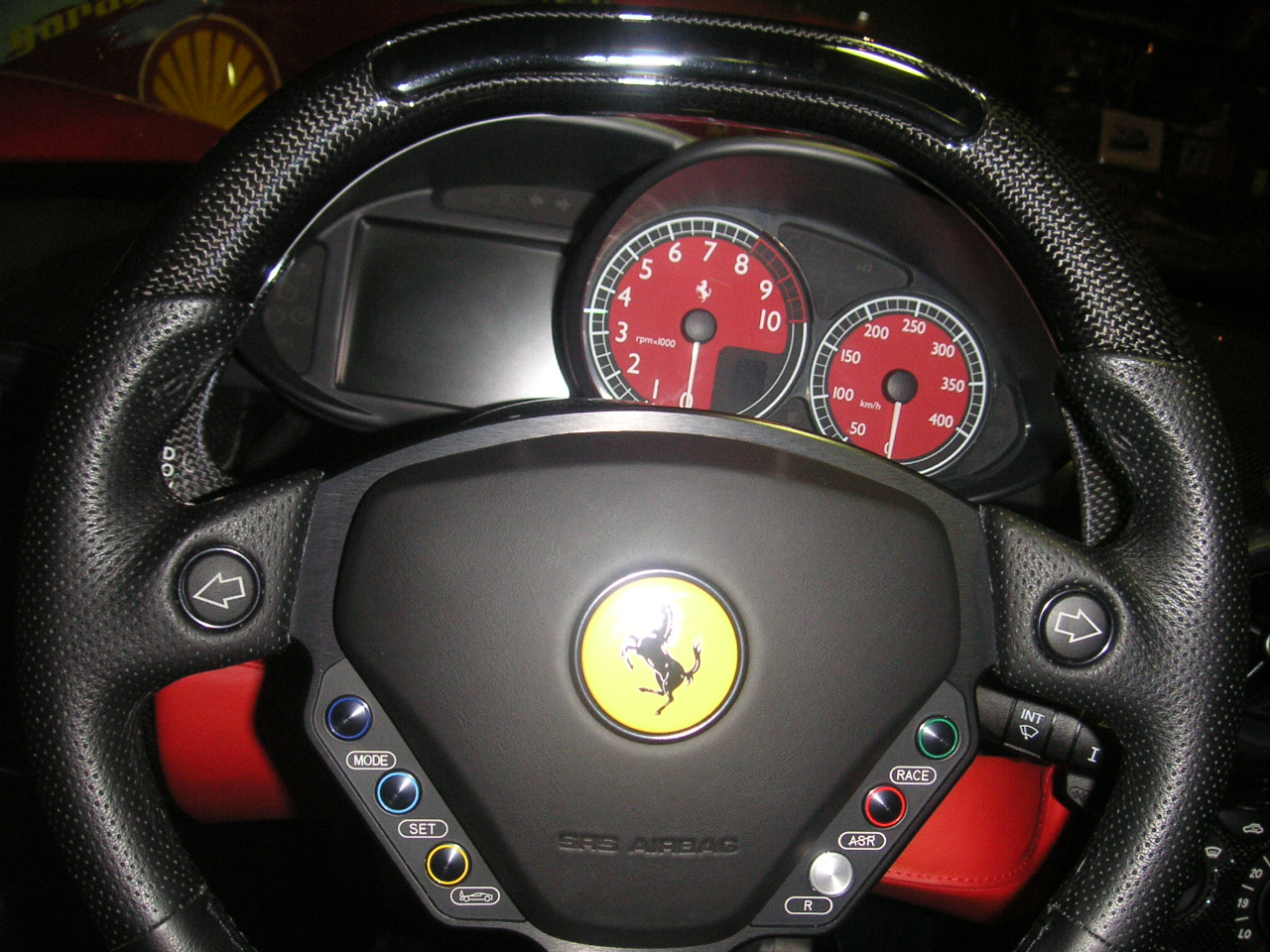